# Melika
Melika (łac. melicus, z gr. melikós – dotyczący śpiewu, muzyczny) – jeden ze składników melodii, dobór interwałów bez uwzględnienia rytmu.
Dobór dźwięków (interwałów) zależy od przyjętego systemu tonalnego, w związku z tym wyróżnia się rodzaje struktur melicznych:
- premodalne (pentatonika i inne skale pierwotne),
- modalne (skale modalne),
- funkcyjno-harmoniczne (system dur-moll).

Badania porównawcze różnych struktur melicznych mają zastosowanie też w pracach etnograficznych.